# Брош (село)
 Тази статия е за селото в Южна България.  За растението вижте Брош.  
Брош е село в Южна България. То се намира в община Кърджали, област Кърджали.

## География
Село Брош се намира в планински район.

## Население
Численост и дял на етническите групи според преброяването на населението през 2011 г.:
|                     | Численост | Дял (в %) |
| Общо                | 170       | 100,00    |
| Българи             | 0         | 0,00      |
| Турци               | 94        | 55,29     |
| Цигани              | 0         | 0,00      |
| Други               | 0         | 0,00      |
| Не се самоопределят | 0         | 0,00      |
| Неотговорили        | 76        | 44,70     |

## Културни и природни забележителности
Всяка година, в първата неделя на месец октомври, се провежда традиционният селски събор.